# Ilja Racek
Ilja Racek (24. června 1930 Praha – 2. srpna 2018 Praha) byl český herec, dlouholetý člen hereckého souboru Divadla na Vinohradech.

## Život
Již v mládí ho okouzlilo loutkové divadlo. Během 2. světové války pracoval jako technik v pražském divadle Říše loutek. Po válce se přihlásil ke studiu herectví na Pražské konzervatoři, která byla krátce nato administrativně přeměněna na DAMU.
Po absolutoriu DAMU začínal v olomouckém divadle, od roku 1960 přesídlil natrvalo do Prahy, kde nejprve po šest let hrál v pražském Divadle E. F. Buriana. Od roku 1966, kdy jej angažoval František Pavlíček, působil jako člen hereckého souboru Divadla na Vinohradech až do roku 1990, později pak jako stálý host. Poté[kdy?] byl v důchodu. Jako jediný člen Divadla na Vinohradech odmítl v roce 1977 podepsat takzvanou Antichartu.
Zemřel 2. srpna 2018 na následky nemoci.

## Filmografie
- 1948 Návrat domů
- 1954 Stříbrný vítr
- 1955 Ztracená stopa
- 1958 Touha
- 1959 Křižovatky
- 1959 Zkouška pokračuje
- 1961 Reportáž psaná na oprátce
- 1962 Tarzanova smrt
- 1963 Ďábelská jízda na koloběžce
- 1964 Marie
- 1964 Pět hříšníků
- 1966 Kdo chce zabít Jessii?
- 1966 Transit Carlsbad
- 1966 Když se čerti rojili (TV pohádka)
- 1968 Hříšní lidé města pražského (TV seriál)
- 1970 Hrabě Drakula
- 1970 Neboť nevědí, co činí (TV film)
- 1973 Kronika žhavého léta
- 1974 Padla kosa na kámen (TV film)
- 1974 Princ Chocholouš (TV film)
- 1978 Vražedné pochybnosti
- 1978 Ve znamení Merkura (TV seriál)
- 1980 Hadač od Saidovy zahrady (TV film)
- 1980 Had z ráje (TV film)
- 1980 Útěky domů
- 1980 Vrchní, prchni
- 1981 Ubohý pan Kufalt (TV film)
- 1981 Upír z Feratu
- 1982 Archimédův bod
- 1982 Schůzka se stíny
- 1983 Lekár umierajúceho času (TV seriál)
- 1983 Netopýr (TV film)
- 1983 Radikální řez
- 1983 Svědek umírajícího času
- 1984 Bandité (TV film)
- 1984 V bludisku pamäti
- 1984 Vrak
- 1984 Zjasnělá noc (TV film)
- 1985 O Honzovi a princezně Dorince (TV film)
- 1985 Rozpaky kuchaře Svatopluka (TV seriál)
- 1986 Panoptikum Města pražského (TV seriál)
- 1986 Zlá krev (TV seriál)
- 1987 Motovidla (TV film)
- 1987 Vltavská víla (TV film)
- 1988 Lovec senzací
- 1989 Případ pro zvláštní skupinu (TV seriál)
- 1989 Zlatý ostrov (TV film)
- 1990 Arabela se vrací (TV seriál)
- 1991 Hodina obrany (TV film)
- 1991 Honorární konzul (TV film)
- 1992 Náhrdelník (TV seriál)
- 1994 Hvězdopravcův dar (TV film)
- 1994 Laskavý divák promine (TV seriál)
- 1994 Zapomenuté tváře (TV film)
- 1995 Malostranské humoresky
- 1995 O Šedivákovi (TV film)
- 1996 Konec velkých prázdnin (TV román)
- 1996 Srdeční slabosti (TV film)
- 1996 Tři blázni v jednom (TV film)
- 1997 Četnické humoresky (TV seriál)
- 1998 Atentát na ministra financí (TV film)
- 1998 Na lavici obžalovaných justice (TV seriál)
- 1998 Stříbrný a Ryšavec (TV film)
- 2001 Člověk v ZOO
- 2003 PF 77 (TV film)
- 2003 Strážce duší (TV seriál)
- 2004 Stavovské rozdíly (TV film)
- 2005 Náves (TV seriál)
- 2013 Jedlíci aneb Sto kilo lásky
- 2013 Sanitka 2 (TV seriál)

## Televize
- 1971 Exekuce (TV komedie) - role: Meršvajc, sochař

## Dokumentární
- 2005 Malostranská hraběnka (TV film)
- 1997 Úsměvy (TV seriál)
- 1989 První sekunda (TV film)

## Rozhlasové role
- 1984 – Oscar Wilde Šťastný princ, role: strážce pokladu, dramatizace František Pavlíček, režie Karel Weinlich.[4]
- 1990 – Michail Bulgakov: Psí srdce, rozhlasový seriál, režie: Pavel Linhart, role: profesor
- 1991 – Lenka Procházková: Čtyři ženy Alexandra Makedonského. Osoby: Alexandr Makedonský (Oldřich Vízner), Olympia, jeho matka (Květa Fialová), Aristoteles (Ilja Racek), Kleitos, pobočník Alexandra (Václav Knop), Néfastión, pobočník Alexandra (Ivan Gübel), Parmenión, generál (Antonín Molčík), zpravodaj (Josef Somr), Dareios, velekrál Persie (Vladimír Brabec), babička, jeho matka (Stella Zázvorková), Stateira, jeho žena (Jana Štěpánková), Roxana, jeho dcera (Dana Batulková) a další. Režie: Ivan Chrz
- 1991 Guy de Maupassant: Slečna Perla, povídka, četli:Ladislav Frej, Zdeněk Dolanský, Dana Syslová a Ilja Racek. Překlad: Břetislav Šorm; režie: Markéta Jahodová
- 1994 – Robert Louis Stevenson: Podivný případ Dr. Jekylla a pana Hyda.[5]
- 1995 Petr Adler: Vánoční hra, scénář a režie: Rudolf Adler, role: Fanda.
- 1998 Franz Werfel: Čtyřicet dnů, přeložil Hanuš Karlach; dramatizace Jan Vedral, režie Jiří Horčička, role lékárníka Grigora (1998)
- 2011 Eduard Bass: Světlo v tmách. Role: Policejní rada. Režie: Dimitrij Dudík
- 2013 William Shakespeare: Julius Caesar. Přeložil, pro Český rozhlas upravil a režii má Jiří Josek. Dramaturg Hynek Pekárek. Hudba Milan Svoboda. Osoby a obsazení: Trebonius (Michal Pavlata), Decius (Jaromír Meduna), Julius Caesar (Alois Švehlík), Casca (Pavel Nečas), Calpurnia, Caesarova manželka (Apolena Veldová), Marcus Antonius (Igor Bareš), Marcus Brutus (Radek Valenta), Cassius (Ivan Řezáč), Lucius (Martin Sucharda), Porcia, Brutova manželka (Lucie Štěpánková), věštec (Stanislav Oubram), Artemidorus (Ilja Racek), Caesarův sluha (Miroslav Hruška), Antoniův sluha (Michal Slaný) a další. (101 min)[6]